# مگس‌گیر ابریشمی دم‌دراز
مگس‌گیر ابریشمی دم‌دراز (نام علمی: Ptiliogonys caudatus) پرنده ای رهگذر است که فقط در کوه‌های کاستاریکا و غرب پاناما، و در ارتفاع بالای ۱۸۵۰ متری دیده می‌شود. گونه‌ای به اندازه تیره توکایان با وزنی حدود ۳۷ گرم است. مگس‌گیرهای ابریشمی منتسب به بال لاکیان هستند و مثل آنان دارای پرهای ابریشمی نرم هستند.
زیستگاه این پرنده جنگل‌های کوهستانی است که جفت مولد یک آشیانه کاسه مانند منظم از جنس گلسنگ، ۲ تا ۱۸ متر بالاتر از سطح زمین و روی یک درخت می‌سازد. ماده دو تخم خاکستری با لکه‌های قهوه‌ای و یاسی می‌گذارد که هر دو بالغ روی آن می‌خوابند. جوجه‌ها ۱۸ تا ۲۵ روز پس از خروج از تخم، پرریزی می‌کنند و توسط هر دو والدین تغذیه می‌شوند.
مگس‌گیر ابریشمی دم‌دراز نر ۲۴ سانتی‌متر طول و دارای پیشانی خاکستری کم رنگ است. بقیه قسمت‌های کاکل سر، گردن، گلو و پایین شکم زرد است. پشت، پایین سینه و بالای شکم آبی مایل به خاکستری و پرهای پرواز و پرهای نوک‌تیز بلند دم، سیاه هستند. پرهای بیرونی دم، خاکستری خالدار هستند.
ماده ۲۱ سانتی‌متر طول و به‌طور کلی کدرتر از نر، با پیشانی خاکستری تیره‌تر، پرهای بدن زیتونی و دم سیاه کوتاه‌تر و کدرتر است. پرنده‌های نابالغ شبیه گونه‌های بالغ هستند، اما پرهای مرکزی دم کوتاه‌تر و لکه‌های سفید روی دم بیرونی ناواضح است.
این گونه در صورت عدم تولیدمثل در گله‌های کوچک، حشره می‌گرند یا میوه‌های کوچک به‌ویژه دارواش علوفه مصرف می‌کند. مگس‌گیرهای ابریشمی دم‌دراز اغلب به‌طور برجسته روی شاخه‌های پر، می‌نشینند.
ندای مگس‌گیر ابریشمی دم‌دراز یک چی_چیپ مکرر است.
این گونه میزبان شپش گزنده Brueelia ptilogonis است.